# Arnau Comas
Arnau Comas Freixas (Cassá de la Selva, Gerona, 11 de abril de 2000), más conocido como Arnau Comas, es un futbolista español. Juega como defensa en el R. C. Deportivo de La Coruña de la Segunda División de España.

## Trayectoria
Comenzó su carrera en la cantera del F. C. Barcelona. Con el juvenil "A", en la temporada 2017-18, se proclamó campeón de la Liga Juvenil de la UEFA. En la campaña 2019-20 estuvo cedido en la U. E. Olot y, tras su regreso al F. C. Barcelona, en 2021 fue capitán del filial.
En junio de 2022 puso fin a doce años en Barcelona y firmó un contrato por cuatro temporadas por el F. C. Basilea de la Superliga de Suiza. Con este equipo jugó 43 partidos en los que consiguió anotar tres goles.
El 31 de enero de 2025 se hizo oficial su vuelta a España después de ser cedido a la S. D. Eibar para lo que quedaba de temporada. Durante ese tramo disputó nueve encuentros y en el mes de julio fichó por el R. C. Deportivo de La Coruña.

## Clubes
| Club                         | País   | Año       |
| ---------------------------- | ------ | --------- |
| F. C. Barcelona "B"          | España | 2019-2022 |
| U. E. Olot (cedido)          | España | 2019-2020 |
| F. C. Basilea                | Suiza  | 2022-2025 |
| S. D. Eibar (cedido)         | España | 2025      |
| R. C. Deportivo de La Coruña | España | 2025-     |